# Isla Lieja
La isla Lieja o isla Liège, es un isla de la Antártida de 9 millas de largo por 3 millas la ancho. Está situada a 64°03′S 61°51′O / -64.050, -61.850 al noreste de la isla Brabante en el archipiélago Palmer. 
Fue cartografiada por la Expedición Antártica Belga de 1897-1899, bajo la dirección de Adrien de Gerlache de Gomery, quien la llamó así en honor a la provincia de Lieja en Bélgica.

## Reclamaciones territoriales
Argentina incluye a la isla en el departamento Antártida Argentina dentro de la provincia de Tierra del Fuego, Antártida e Islas del Atlántico Sur; para Chile forma parte de la comuna Antártica de la Provincia Antártica Chilena dentro de la Región de Magallanes y de la Antártica Chilena; y para el Reino Unido integra el Territorio Antártico Británico. Las tres reclamaciones están restringidas por el Tratado Antártico.
Nomenclatura de los países reclamantes: 
- Argentina: isla Lieja
- Chile: isla Lieja
- Reino Unido: Liège Island